# Union centre-américaine de football
L'Union centre-américaine de football (couramment désignée par le sigle du nom en espagnol : UNCAF pour Union Centroamericana de Fútbol) est une association regroupant les fédérations nationales d'Amérique centrale de football.

## Président de l'UNCAF
- Julio Rocha

## Organisation de compétitions
L'UNCAF organise les compétitions entre clubs et entre sélections nationales à l'échelon centre-américain.
- Sélections nationales
  - La Coupe UNCAF des nations,
- Clubs
  - La Copa Interclubes UNCAF.
  - Le Tournoi interclubs féminin de l'UNCAF.

## Fédérations membres

UNCAF (orange), CONCACAF (camel et orange).

| Nation     | Fédération | Cré. | FIFA | CON. | CIO | Nat.  | Championnats nationaux               | Coupes nationales |
| Belize     | FFB        | 1980 | 1986 | 1986 | Oui | H - F | Belize Premier FL                    |                   |
| Costa Rica | FEDEFUTBOL | 1921 | 1927 | 1961 | Oui | H - F | Primera División Costa Rican WFC     | Torneo de Copa    |
| Guatemala  | FNFG       | 1919 | 1946 | 1961 | Oui | H - F | Liga Nacional Guatemalan WFC         |                   |
| Honduras   | FENAFUTH   | 1951 | 1951 | 1961 | Oui | H - F | Liga Nacional de Fútbol              |                   |
| Nicaragua  | FENIFUT    | 1931 | 1950 | 1968 | Oui | H - F | Primera División Nicaraguan WFC      |                   |
| Panama     | FEPAFUT    | 1937 | 1938 | 1961 | Oui | H - F | Liga Panameña de Fútbol              |                   |
| Salvador   | FESFUT     | 1935 | 1938 | 1962 | Oui | H - F | Primera División Salvadoran WFC (en) |                   |
| modifier0  |            |      |      |      |     |       |                                      |                   |